# Gobiernos de la Segunda República española

Escudo de la Segunda República española

Entre la proclamación de la Segunda República española, el 14 de abril de 1931 y el fin de la Guerra Civil, el 1 de abril de 1939, se sucedieron un total de 26 gobiernos.
Alejandro Lerroux García (Partido Republicano Radical) presidió en seis ocasiones el Consejo de Ministros, Manuel Azaña Díaz (Acción Republicana e Izquierda Republicana) en cinco. Por otra parte Diego Martínez Barrio (Partido Republicano Radical y Unión Republicana), Joaquín Chapaprieta Torregrosa (Partido Centrista e independiente), Manuel Portela Valladares (independiente), Francisco Largo Caballero (PSOE) y Juan Negrín López (PSOE) lo hicieron en dos. En una ocasión Niceto Alcalá-Zamora y Torres (Partido Republicano Conservador), Ricardo Samper Ibáñez (Partido Republicano Radical), Augusto Barcia Trelles (Izquierda Republicana), Santiago Casares Quiroga (Izquierda Republicana) y José Giral Pereira (Izquierda Republicana).
Por partidos políticos, el Partido Republicano Radical ocupa en ocho ocasiones la presidencia del consejo, seguido por Izquierda Republicana con cinco, PSOE con cuatro, Acción Republicana e independientes con tres. En una ocasión centristas y conservadores.

## Gobierno provisional o Periodo constituyente

### Primer Gobierno Provisional presidido por Niceto Alcalá Zamora (abril-octubre de 1931)

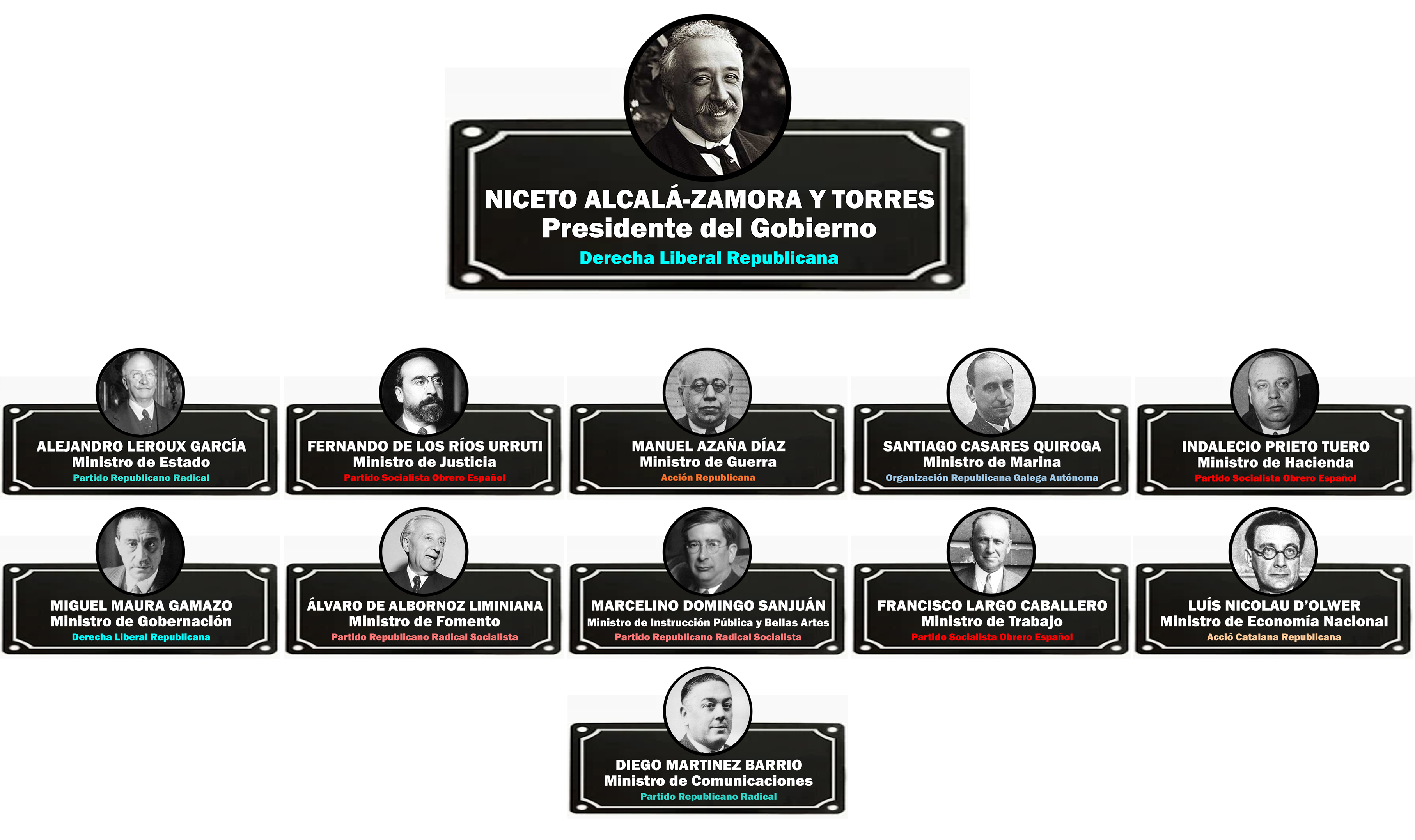
Composición del Gobierno de Alcalá-Zamora

El mismo día de la proclamación de la Segunda República española, el 14 de abril de 1931, el Comité revolucionario promulga un decreto por el que encomienda la presidencia del Primer Gobierno Provisional de la Segunda República española a Niceto Alcalá-Zamora quien formará un gabinete compuesto por republicanos de izquierda y derecha, socialistas y nacionalistas gallegos y catalanes que, como primeras medidas, aprueba el Estatuto jurídico del Gobierno Provisional por el cual se regirá y concede una amnistía para los delitos políticos.
Composición: la Derecha Liberal Republicana contaba con la presidencia y una cartera, el PSOE con tres, el Partido Republicano Radical y Partido Republicano Radical Socialista, con dos, mientras que tanto Acción Catalana como el Grupo de Acción Republicana y la Federación Republicana Gallega estaban representados con una cartera.
El gobierno tendrá como principal objetivo la preparación de las elecciones de las que habrían de surgir las Cortes Constituyentes que serán las encargadas de elaborar la Constitución de la República.
Mediante un decreto de 8 de mayo se articula la regulación del proceso electoral estableciéndose un Parlamento unicameral de 470 diputados elegidos por sufragio universal. La edad mínima para votar se rebaja de los 25 a los 23 años y no se permitía votar a las mujeres que sin embargo podían presentarse como candidatas. También se fija la provincia como circunscripción electoral para impedir el caciquismo que la anterior división electoral en distritos alentaba.
Mediante un decreto, publicado el 3 de junio, se fijó la celebración de los comicios para el 28 de junio de 1931 en primera vuelta. En caso de que ningún candidato obtuviera en su provincia el voto de al menos el 20% del electorado habría que recurrir a una segunda vuelta.
Hasta la fecha de las elecciones, el gobierno dicta una serie de decretos que reflejan la ideología de sus componentes. Así, en el ámbito agrario, mediante los llamados decretos agrarios, y con el impulso de los ministros socialistas Francisco Largo Caballero y Fernando de los Ríos, se dictan normas que mejoran las condiciones laborales y sociales del campesinado como la que establece la jornada laboral en ocho horas, o la que prohíbe el desahucio de las fincas, la que obliga a los propietarios a explotar las fincas o la que obliga a los propietarios a contratar trabajadores de la comarca.
En el ámbito educativo, el radical socialista Marcelino Domingo, además de aumentar el sueldo y la plantilla de los maestros, aprueba una serie de decretos con el objeto reducir el poder de la Iglesia en el sistema educativo español, buscando la laicización del sistema educativo suprimiendo la obligatoriedad de la enseñanza religiosa en las aulas. Asimismo crea las Misiones Pedagógicas con la finalidad de hacer llegar la educación a todos los puntos del territorio nacional.
Otro importante número de decretos fueron impulsados por Manuel Azaña, miembro de Acción Republicana, y que tuvieron como objetivo la profesionalización y modernización del Ejército para lo cual se facilitó el paso a la reserva de numerosos militares y se cerró la Academia General Militar. También suprimió la Ley de Jurisdicciones.
En el ámbito territorial, el Gobierno se encontró el mismo día de su formación con el problema surgido en Cataluña cuando el líder de Esquerra Republicana de Catalunya, Francesc Macià, proclamó la República Catalana, lo que obligó a que el propio Alcalá Zamora, acompañado de Fernando de los Ríos y de los dos ministros catalanes del gabinete, Marcelino Domingo y Luis Nicolau d'Olwer, viajaran a Barcelona para persuadir a los nacionalistas catalanes para que desistieran de sus propósitos a cambio de la reaparición de una institución de gobierno que había sido suprimida en tiempos de Felipe V, la Generalidad de Cataluña, y la promesa de que las futuras Cortes Constituyentes abordarían la aprobación de un estatuto de autonomía. El 21 de abril, el gobierno publicó un Decreto por el que se reconocía la Generalidad catalana.
Tras la celebración de las elecciones, las Cortes Constituyentes, de signo mayoritariamente izquierdista, otorgan el 30 de julio un voto de confianza al hasta entonces gobierno provisional que pasa a constituirse como el primer gobierno ordinario de la República. Este gobierno convierte en leyes todos los decretos que evacuó en su etapa provisional y aborda la elaboración de la Constitución.
Este primer gobierno republicano cayó el 14 de octubre de 1931 cuando su presidente, Alcalá Zamora, y su ministro de Gobernación, Maura, ambos representantes de partidos de la derecha, presentaron su dimisión alegando un excesivo laicismo del Estado y la persecución anticatólica de su propio gobierno.[cita requerida]
Las Cortes aprobaron el artículo 26; acto seguido, los dos ministros católicos dimitieron.
| Gobierno de Alcalá-Zamora (14 de abril de 1931-14 de octubre de 1931) |                                           |                               |
| Partido político                                                      |                                           | Derecha Liberal Republicana   |
| Partido político                                                      | Partido Republicano Radical               |                               |
| Partido político                                                      | Partido Socialista Obrero Español         |                               |
| Partido político                                                      | Partido Republicano Radical Socialista    |                               |
| Partido político                                                      | Acción Republicana                        |                               |
| Partido político                                                      | Organización Republicana Gallega Autónoma |                               |
| Partido político                                                      | Acció Catalana Republicana                |                               |
| Cartera                                                               |                                           | Nombre                        |
| Presidente                                                            |                                           | Niceto Alcalá-Zamora y Torres |
| Estado                                                                |                                           | Alejandro Lerroux García      |
| Justicia                                                              |                                           | Fernando de los Ríos Urruti   |
| Guerra                                                                |                                           | Manuel Azaña Díaz             |
| Marina                                                                |                                           | Santiago Casares Quiroga      |
| Hacienda                                                              |                                           | Indalecio Prieto Tuero        |
| Gobernación                                                           |                                           | Miguel Maura Gamazo           |
| Fomento                                                               |                                           | Álvaro de Albornoz Liminiana  |
| Instrucción Pública y Bellas Artes                                    |                                           | Marcelino Domingo Sanjuán     |
| Trabajo                                                               |                                           | Francisco Largo Caballero     |
| Economía Nacional                                                     |                                           | Luis Nicolau d'Olwer          |
| Comunicaciones                                                        |                                           | Diego Martínez Barrio         |

### Segundo Gobierno Provisional y primero de Manuel Azaña (octubre-diciembre de 1931)
Composición: Acción Republicana contaba con la presidencia y dos carteras, Manuel Azaña compartía Presidencia con Guerra; el PSOE contaba con tres, el Partido Republicano Radical y Partido Republicano Radical Socialista, mantenían las dos, mientras que Acción Catalana y la Federación Republicana Gallega estaban representados con una cartera.
La caída del gobierno que había presidido Alcalá Zamora abrirá un periodo conocido como Bienio Reformista cuyo primer gabinete, formado por republicanos y socialistas, estaría presidido por Manuel Azaña quien junto a José Giral constituían las dos nuevas incorporaciones al mismo.
El 9 de diciembre de 1931, con la abstención de la derecha, las Cortes Constituyentes aprueban el texto constitucional, procediendo el día 10 a la elección del primer presidente constitucional de la República en la persona de Niceto Alcalá-Zamora.
La política sociolaboral seguida por el gabinete impulsada por sus miembros socialistas hizo que los ministros radicales, Alejandro Lerroux y Diego Martínez Barrio, abandonaran el gobierno y con ello retiraran el apoyo que sus 94 diputados prestaban en las Cortes al Ejecutivo.[cita requerida] Esta actuación por parte del Partido Republicano Radical que perseguía postularse como alternativa de gobierno de carácter centrista, provocó la caída del gobierno el 16 de diciembre de 1931. El recién elegido Presidente de la República, Alcalá-Zamora, volverá a encargar la formación de gobierno a Manuel Azaña.
| Primer Gobierno de Azaña (14 de octubre de 1931-16 de diciembre de 1931) |                                           |                              |
| Partido político                                                         |                                           | Partido Republicano Radical  |
| Partido político                                                         | Partido Socialista Obrero Español         |                              |
| Partido político                                                         | Partido Republicano Radical Socialista    |                              |
| Partido político                                                         | Acción Republicana                        |                              |
| Partido político                                                         | Organización Republicana Gallega Autónoma |                              |
| Partido político                                                         | Acció Catalana Republicana                |                              |
| Cartera                                                                  |                                           | Nombre                       |
| Presidente y Guerra                                                      |                                           | Manuel Azaña Díaz            |
| Estado                                                                   |                                           | Alejandro Lerroux García     |
| Justicia                                                                 |                                           | Fernando de los Ríos Urruti  |
| Marina                                                                   |                                           | José Giral Pereira           |
| Hacienda                                                                 |                                           | Indalecio Prieto Tuero       |
| Gobernación                                                              |                                           | Santiago Casares Quiroga     |
| Fomento                                                                  |                                           | Álvaro de Albornoz Liminiana |
| Instrucción Pública y Bellas Artes                                       |                                           | Marcelino Domingo Sanjuán    |
| Trabajo y Previsión                                                      |                                           | Francisco Largo Caballero    |
| Economía Nacional                                                        |                                           | Luis Nicolau d'Olwer         |
| Comunicaciones                                                           |                                           | Diego Martínez Barrio        |

## Primer Bienio o Bienio reformista (1931-1933)

### Tercer gobierno de la República y segundo de Azaña (diciembre de 1931-junio 1933)

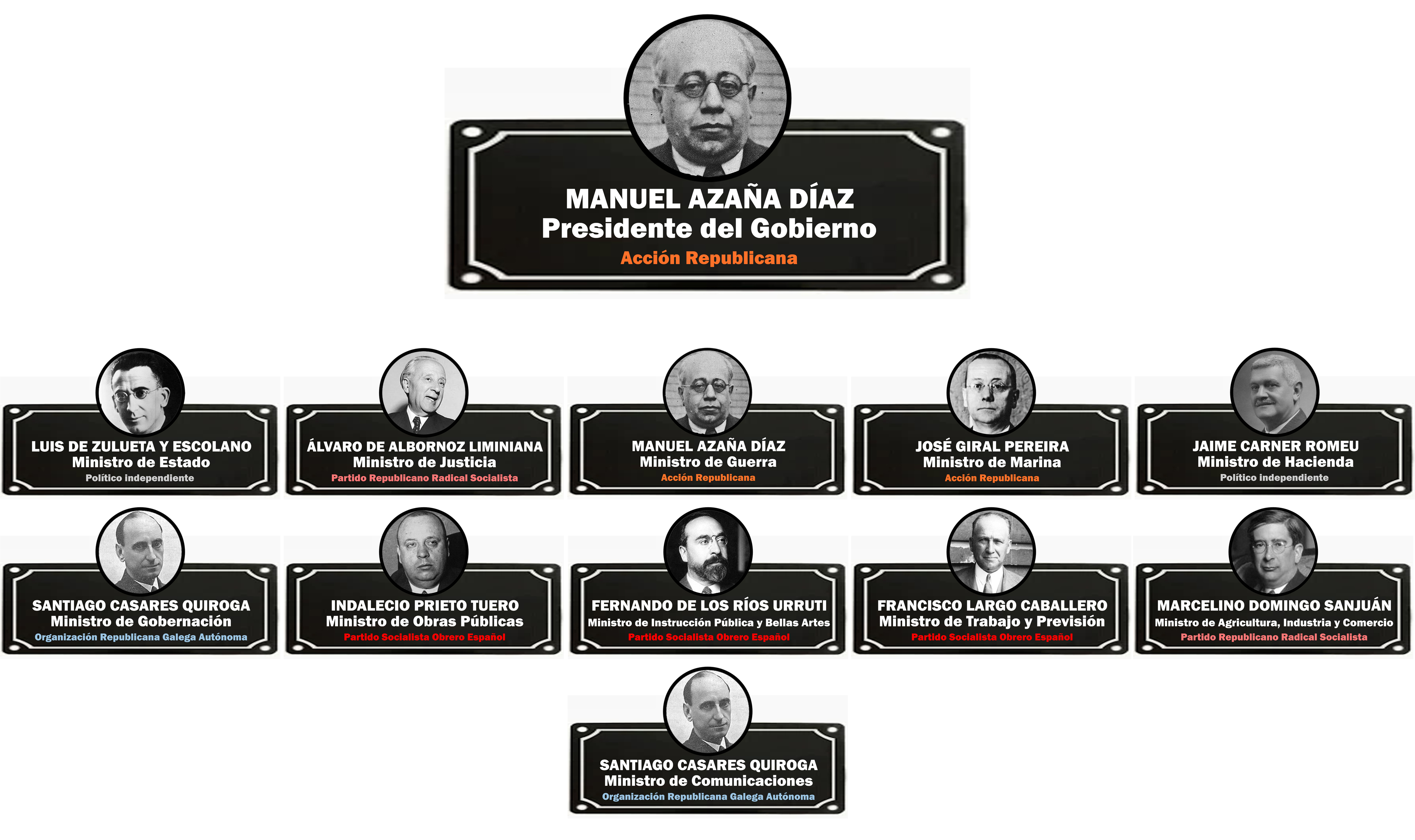
Composición del Segundo Gobierno de Azaña

Composición: Manuel Azaña forma el nuevo gobierno manteniendo básicamente a las mismas personas aunque cambiando las carteras que tuvieron en el anterior gabinete. Acción Republicana contaba con la presidencia y dos carteras, ya que Manuel Azaña seguía en Presidencia y Guerra. El PSOE mantiene sus tres al igual que el Partido Republicano Radical Socialista sus dos carteras. Lo mismo sucede con la Federación Republicana Gallega. El único cambio de calado es la eliminación de los ministros que el Partido Republicano Radical aportaba al anterior gobierno: Alejandro Lerroux y Diego Martínez Barrio, lo que supuso dar un giro a la izquierda del nuevo gabinete. También abandona el gobierno Acción Catalana, sustituyéndole Esquerra Republicana de Catalunya. La cartera de Estado la ocupa el independiente Luis de Zulueta Escolano.
El 23 de enero de 1932, un decreto del ministerio de Justicia disolvía la Compañía de Jesús y revertía todos sus bienes al Estado; el 26 de febrero, se aprueba la ley del divorcio, y en mayo se debate en las Cortes el Estatuto de Autonomía de Cataluña y la Reforma Agraria. Estas iniciativas apoyadas por el gobierno de Azaña provocarán un fuerte reacción en la Iglesia, el Ejército y en los partidos de la derecha que desembocarán en el frustrado intento de golpe de Estado conocido como la sanjurjada al estar capitaneado por el general Sanjurjo quien, el 10 de agosto de 1932, encabezó la rebelión militar de las guarniciones de Madrid y Sevilla. Aunque en realidad el golpe se estaba preparando desde la proclamación misma de la República en abril de 1931.
Sanjurjo es condenado a muerte pero el gobierno le concede le conmuta la pena por la de cadena perpetua.
La popularidad que alcanzarían Azaña y su gobierno con la desactivación del golpe militar sería efímera ya que el 11 de enero de 1933 tuvieron lugar los hechos conocidos como Sucesos de Casas Viejas, que llevaron al presidente del gobierno a presentar su dimisión al presidente de la República el 8 de junio de 1933. No obstante, Alcalá-Zamora ratificará en su cargo a Azaña quien formará un nuevo gobierno el 12 de junio siguiente.
| Segundo Gobierno de Azaña (16 de diciembre de 1931-8 de junio de 1933) |                                           |                              |
| Partido político                                                       |                                           |                              |
|                                                                        | Partido Socialista Obrero Español         |                              |
|                                                                        | Partido Republicano Radical Socialista    |                              |
|                                                                        | Acción Republicana                        |                              |
|                                                                        | Organización Republicana Gallega Autónoma |                              |
| Cartera                                                                |                                           | Nombre                       |
| Presidente y Guerra                                                    |                                           | Manuel Azaña Díaz            |
| Estado                                                                 |                                           | Luis de Zulueta y Escolano   |
| Justicia                                                               |                                           | Álvaro de Albornoz Liminiana |
| Marina                                                                 |                                           | José Giral Pereira           |
| Hacienda                                                               |                                           | Jaime Carner Romeu           |
| Gobernación                                                            |                                           | Santiago Casares Quiroga     |
| Comunicaciones (hasta marzo de 1932)                                   |                                           | Santiago Casares Quiroga     |
| Obras Públicas                                                         |                                           | Indalecio Prieto Tuero       |
| Instrucción Pública y Bellas Artes                                     |                                           | Fernando de los Ríos Urruti  |
| Trabajo y Previsión                                                    |                                           | Francisco Largo Caballero    |
| Agricultura, Industria y Comercio                                      |                                           | Marcelino Domingo Sanjuán    |

### Cuarto gobierno de la República y tercero de Azaña (junio-septiembre de 1933)
Composición: Acción Republicana pierde la cartera de Marina, quedando Manuel Azaña como único representante (presidencia y Guerra). El PSOE mantiene sus tres ministros (Largo, De los Ríos y Prieto). El Partido Republicano Radical Socialista gana una cartera, pasando a tres (Albornoz, Barnés y Domindo). La Federación Republicana Gallega mantiene a Casares, lo mismo que ERC con Companys. Como novedad Franchy del Partido Republicano Federal y el independiente Viñuales en Hacienda.
El 12 de julio de 1933 Álvaro de Albornoz deja el cargo siendo sustituido por Santiago Casares Quiroga, simultaneando las carteras de Justicia y Gobernación. Así la Federación Republicana Gallega gana peso en detrimento del Partido Radical-Socialista. El nuevo gobierno tendrá una vida muy breve ya que Azaña se verá obligado a presentar nuevamente su dimisión el 8 de septiembre de 1933. Dimisión que en esta ocasión le será aceptada por el presidente de la República Niceto Alcalá-Zamora.
No obstante la brevedad del mandato de este gabinete, tomará un importante decisión al conseguir, tras someterlo a las Cortes, la aprobación de un nuevo sistema electoral que acentuaba la prima a las listas electorales más votadas.
| Tercer Gobierno de Azaña (12 de junio de 1933-12 de septiembre de 1933) |                                           |                              |
| Partido político                                                        |                                           |                              |
|                                                                         | Partido Socialista Obrero Español         |                              |
|                                                                         | Partido Republicano Radical Socialista    |                              |
|                                                                         | Acción Republicana                        |                              |
|                                                                         | Organización Republicana Gallega Autónoma |                              |
|                                                                         | Esquerra Republicana de Catalunya         |                              |
|                                                                         | Partido Republicano Democrático Federal   |                              |
| Cartera                                                                 |                                           | Nombre                       |
| Presidente y Guerra                                                     |                                           | Manuel Azaña Díaz            |
| Estado                                                                  |                                           | Fernando de los Ríos Urruti  |
| Justicia                                                                |                                           | Álvaro de Albornoz Liminiana |
| Marina                                                                  |                                           | Lluís Companys i Jover       |
| Hacienda                                                                |                                           | Agustín Viñuales Pardo       |
| Gobernación                                                             |                                           | Santiago Casares Quiroga     |
| Obras Públicas                                                          |                                           | Indalecio Prieto Tuero       |
| Instrucción Pública y Bellas Artes                                      |                                           | Francisco Barnés Salinas     |
| Trabajo y Previsión Social                                              |                                           | Francisco Largo Caballero    |
| Industria y Comercio                                                    |                                           | José Franchy y Roca          |
| Agricultura                                                             |                                           | Marcelino Domingo Sanjuán    |

### Primer Gobierno radical y primero de Lerroux (5.º de la República)
El presidente de la República encarga la formación del nuevo gobierno a Alejandro Lerroux quien, debido al aislamiento a que se ve sometido tanto por los partidos de derecha, encabezados por José María Gil-Robles como por los partidos de izquierda, se ve obligado a plantear, el 2 de octubre, una cuestión de confianza que no supera y provoca la caída de su efímero gobierno.
| Primer Gobierno de Lerroux (12 de septiembre de 1933-9 de octubre de 1933) |                                          |                                     |
| Partido político                                                           |                                          | Partido Republicano Radical         |
| Partido político                                                           | Partido Republicano Radical Socialista   |                                     |
| Partido político                                                           | Izquierda Radical Socialista             |                                     |
| Partido político                                                           | Acción Republicana                       |                                     |
| Partido político                                                           | Partido Republicano Gallego              |                                     |
| Partido político                                                           | Esquerra Republicana de Catalunya        |                                     |
| Partido político                                                           | Partido de Unión Republicana Autonomista |                                     |
| Cartera                                                                    |                                          | Nombre                              |
| Presidente                                                                 |                                          | Alejandro Lerroux García            |
| Estado                                                                     |                                          | Claudio Sánchez-Albornoz y Menduiña |
| Justicia                                                                   |                                          | Juan Botella Asensi                 |
| Guerra                                                                     |                                          | Juan José Rocha García              |
| Marina                                                                     |                                          | Vicente Iranzo Enguita              |
| Hacienda                                                                   |                                          | Antonio Lara Zárate                 |
| Gobernación                                                                |                                          | Diego Martínez Barrio               |
| Obras Públicas                                                             |                                          | Rafael Guerra del Río               |
| Instrucción Pública y Bellas Artes                                         |                                          | Domingo Barnés Salinas              |
| Trabajo y Previsión Social                                                 |                                          | Ricardo Samper Ibáñez               |
| Industria y Comercio                                                       |                                          | Laureano Gómez Paratcha             |
| Comunicaciones                                                             |                                          | Miquel Santaló i Parvorell          |
| Agricultura                                                                |                                          | Ramón Feced Gresa                   |

### Segundo Gobierno radical y primero de Martínez Barrio (6.º de la República)
La caída del gobierno presidido por Alejandro Lerroux hace que, con el beneplácito de este, el presidente de la República Niceto Alcalá Zamora, ofrezca la formación de nuevo gobierno a su segundo en el Partido Radical Diego Martínez Barrio.
La disolución de la Cortes y la convocatoria de elecciones para el 19 de noviembre centraran la labor de este gobierno casi exclusivamente en la vigilancia del proceso electoral. El 29 de noviembre de 1933 dimitió de su cargo como ministro de Justicia Juan José Botella Asensi en respuesta a la fuga de la cárcel de Juan March. Fue sustituido por Domingo Barnés Salinas.
| Primer Gobierno de Martínez Barrio (9 de octubre de 1933-16 de diciembre de 1933) |                                        |                                                                         |
| Partido político                                                                  |                                        | Partido Republicano Radical                                             |
| Partido político                                                                  | Partido Republicano Radical Socialista |                                                                         |
| Partido político                                                                  | Izquierda Radical Socialista           |                                                                         |
| Partido político                                                                  | Acción Republicana                     |                                                                         |
| Partido político                                                                  | Partido Republicano Gallego            |                                                                         |
| Partido político                                                                  | Esquerra Republicana de Catalunya      |                                                                         |
| Partido político                                                                  | Partido Republicano Progresista        |                                                                         |
| Cartera                                                                           |                                        | Nombre                                                                  |
| Presidente                                                                        |                                        | Diego Martínez Barrio                                                   |
| Estado                                                                            |                                        | Claudio Sánchez-Albornoz y Menduiña                                     |
| Justicia                                                                          |                                        | Juan Botella Asensi (hasta el 29 de noviembre) y Domingo Barnés Salinas |
| Guerra                                                                            |                                        | Vicente Iranzo Enguita                                                  |
| Marina                                                                            |                                        | Leandro Pita Romero                                                     |
| Hacienda                                                                          |                                        | Antonio Lara Zárate                                                     |
| Gobernación                                                                       |                                        | Manuel Rico Avello                                                      |
| Obras Públicas                                                                    |                                        | Rafael Guerra del Río                                                   |
| Instrucción Pública y Bellas Artes                                                |                                        | Domingo Barnés Salinas                                                  |
| Trabajo y Previsión Social                                                        |                                        | Carles Pi i Sunyer                                                      |
| Industria y Comercio                                                              |                                        | Félix Gordón Ordás                                                      |
| Comunicaciones                                                                    |                                        | Emilio Palomo Aguado                                                    |
| Agricultura                                                                       |                                        | Cirilo del Río Rodríguez                                                |

## Segundo Bienio o Bienio Radical-Cedista (1933-1935)

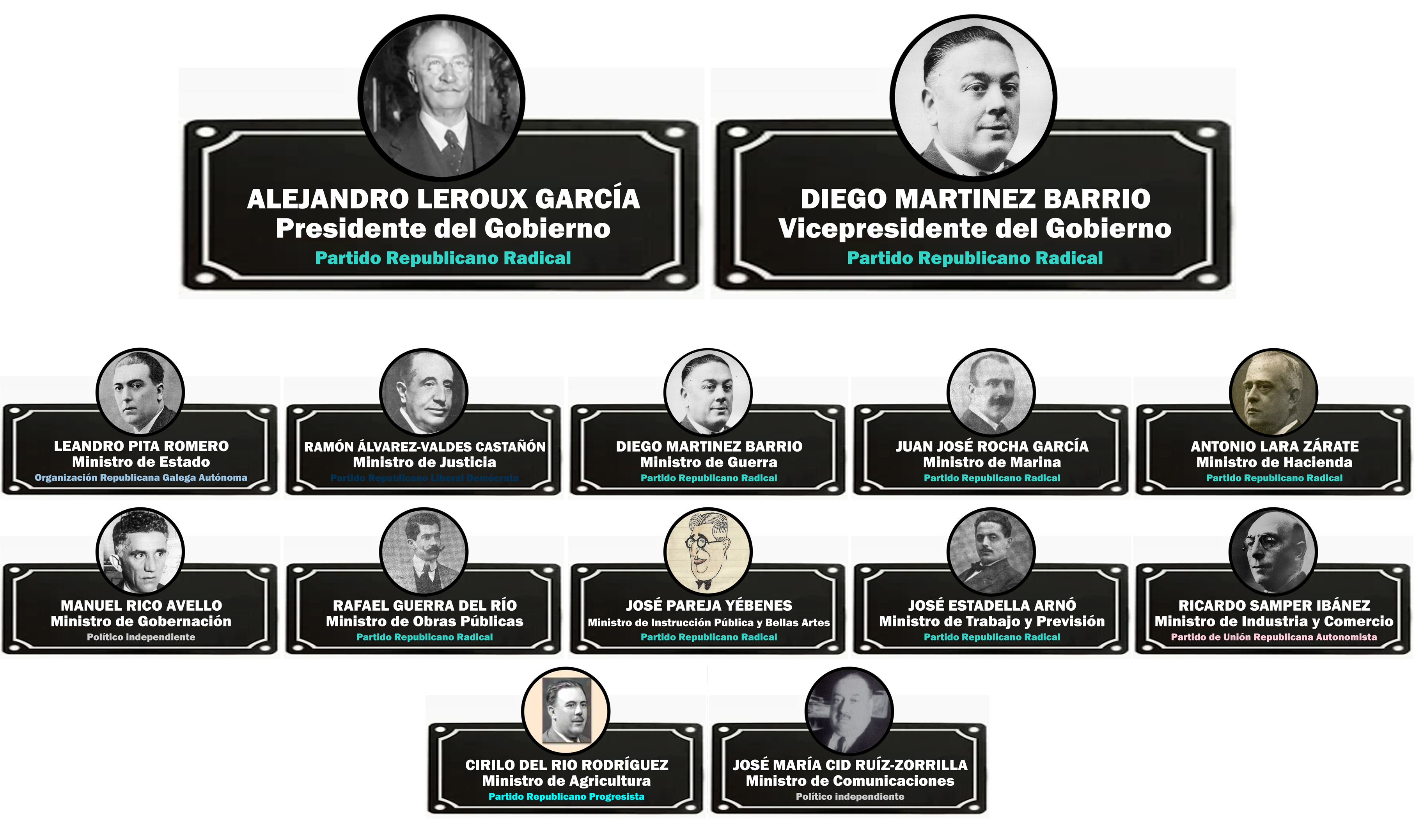
Composición del 2.º Gobierno de Alejandro Lerroux

El 19 de noviembre de 1933 se celebraron elecciones, primeras en las que se permitió el voto femenino, resultando victoriosos los partidos de centro y derecha, lo que dio lugar al denominado bienio radical-cedista o bienio negro. El partido que obtuvo un mayor número de escaños fue la CEDA de José María Gil-Robles con 115, seguido del Partido Republicano Radical de Lerroux con 102. Lejos quedaba el PSOE con solamente 59. Alcalá Zamora encarga la formación del gobierno a Lerroux.
Las elecciones, en las que por primera vez tienen derecho a voto las mujeres, dan como resultado una victoria de los partidos de la derecha (386 escaños) frente a los partidos de la izquierda (265 escaños). Aunque la fuerza política más votada de la derecha ha sido la CEDA, la formación del nuevo gobierno no es ofrecida a su líder José María Gil-Robles sino al líder del Partido Radical, Alejandro Lerroux que formará su gabinete con el apoyo de los "cedistas" a pesar de no incluir a ninguno de ellos en su nuevo gabinete.
El 23 de enero de 1934 Diego Martínez Barrio cesó como ministro de Guerra para ocupar la cartera de Gobernación que hasta entonces había sido ocupada por Manuel Rico Avello. Como nuevo ministro de Guerra fue elegido Diego Hidalgo Durán.
Martínez Barrio ocupará la cartera de Gobernación hasta el 3 de marzo, fecha en la que presentará su dimisión por la fuerte deriva derechista que el gobierno adoptaba por la necesidad de contar con el apoyo de los diputados de la CEDA. Esta dimisión provocará la caída del gobierno.
| Segundo Gobierno de Lerroux (16 de diciembre de 1933-3 de marzo de 1934) |                                          |                                                                    |
| Partido político                                                         |                                          | Partido Republicano Radical                                        |
| Partido político                                                         | Partido Republicano Gallego              |                                                                    |
| Partido político                                                         | Partido Republicano Liberal Demócrata    |                                                                    |
| Partido político                                                         | Partido Republicano Progresista          |                                                                    |
| Partido político                                                         | Partido de Unión Republicana Autonomista |                                                                    |
| Cartera                                                                  |                                          | Nombre                                                             |
| Presidente                                                               |                                          | Alejandro Lerroux García                                           |
| Vicepresidente                                                           |                                          | Diego Martínez Barrio                                              |
| Estado                                                                   |                                          | Leandro Pita Romero                                                |
| Justicia                                                                 |                                          | Ramón Álvarez-Valdés                                               |
| Guerra                                                                   |                                          | Diego Martínez Barrio (hasta el 23 de enero) y Diego Hidalgo Durán |
| Marina                                                                   |                                          | Juan José Rocha García                                             |
| Hacienda                                                                 |                                          | Antonio Lara Zárate                                                |
| Gobernación                                                              |                                          | Manuel Rico Avello (hasta el 23 de enero) y Diego Martínez Barrio  |
| Obras Públicas                                                           |                                          | Rafael Guerra del Río                                              |
| Instrucción Pública y Bellas Artes                                       |                                          | José Pareja Yébenes                                                |
| Trabajo y Previsión                                                      |                                          | José Estadella Arnó                                                |
| Industria y Comercio                                                     |                                          | Ricardo Samper Ibáñez                                              |
| Comunicaciones                                                           |                                          | José María Cid Ruiz-Zorrilla                                       |
| Agricultura                                                              |                                          | Cirilo del Río Rodríguez                                           |

### Cuarto Gobierno radical y tercero de Lerroux (8.º de la República)
Nuevamente llamado a formar gobierno, Alejandro Lerroux constituirá un gabinete que entre otras medidas restablecerá, el 27 de marzo, la pena de muerte y promulgará una Ley de amnistía que afectará entre otros al general Sanjurjo y que provocará una crisis de gobierno que acabará con éste el 28 de abril.
El 17 de abril de 1934 Rafael Álvarez Valdés cesó como ministro de Justicia siendo nombrado como nuevo ministro Salvador de Madariaga, con lo éste pasó a ocupar dos carteras ministeriales: Instrucción Pública y Justicia.
| Tercer Gobierno de Lerroux (3 de marzo de 1934 - 28 de abril de 1934) |                                          |                                                                            |
| Partido político                                                      |                                          | Partido Republicano Radical                                                |
| Partido político                                                      | Partido Republicano Gallego              |                                                                            |
| Partido político                                                      | Partido Republicano Liberal Demócrata    |                                                                            |
| Partido político                                                      | Partido Republicano Progresista          |                                                                            |
| Partido político                                                      | Partido de Unión Republicana Autonomista |                                                                            |
| Partido político                                                      | Partido Agrario Español                  |                                                                            |
| Cartera                                                               |                                          | Nombre                                                                     |
| Presidente                                                            |                                          | Alejandro Lerroux García                                                   |
| Estado                                                                |                                          | Leandro Pita Romero                                                        |
| Justicia                                                              |                                          | Ramón Álvarez-Valdés (hasta el 17 de abril) y Salvador de Madariaga y Rojo |
| Guerra                                                                |                                          | Diego Hidalgo Durán                                                        |
| Marina                                                                |                                          | Juan José Rocha García                                                     |
| Hacienda                                                              |                                          | Manuel Marraco Ramón                                                       |
| Gobernación                                                           |                                          | Rafael Salazar Alonso                                                      |
| Obras Públicas                                                        |                                          | Rafael Guerra del Río                                                      |
| Instrucción Pública y Bellas Artes                                    |                                          | Salvador de Madariaga y Rojo                                               |
| Trabajo y Previsión                                                   |                                          | José Estadella Arnó                                                        |
| Industria y Comercio                                                  |                                          | Ricardo Samper Ibáñez                                                      |
| Comunicaciones                                                        |                                          | José María Cid Ruiz-Zorrilla                                               |
| Agricultura                                                           |                                          | Cirilo del Río Rodríguez                                                   |

### Quinto gobierno radical, gobierno Samper (9.º de la República)
| Gobierno de Samper (28 de abril de 1934 - 4 de octubre de 1934) |                                       |                               |
| Partido político                                                |                                       | Partido Republicano Radical   |
| Partido político                                                | Partido Republicano Liberal Demócrata |                               |
| Partido político                                                | Partido Republicano Progresista       |                               |
| Partido político                                                | Partido Agrario Español               |                               |
| Cartera                                                         |                                       | Nombre                        |
| Presidente                                                      |                                       | Ricardo Samper Ibáñez         |
| Estado                                                          |                                       | Leandro Pita Romero           |
| Justicia                                                        |                                       | Vicente Cantos Figuerola      |
| Guerra                                                          |                                       | Diego Hidalgo Durán           |
| Marina                                                          |                                       | Juan José Rocha García        |
| Hacienda                                                        |                                       | Manuel Marraco Ramón          |
| Gobernación                                                     |                                       | Rafael Salazar Alonso         |
| Obras Públicas                                                  |                                       | Rafael Guerra del Río         |
| Instrucción Pública y Bellas Artes                              |                                       | Filiberto Villalobos González |
| Trabajo, Sanidad y Previsión                                    |                                       | José Estadella Arnó           |
| Industria y Comercio                                            |                                       | Vicente Iranzo Enguita        |
| Comunicaciones                                                  |                                       | José María Cid Ruiz-Zorrilla  |
| Agricultura                                                     |                                       | Cirilo del Río Rodríguez      |

### Primer gobierno radical-cedista y cuarto de Lerroux (10.º de la República)
El 16 de noviembre de 1934 se produjo una remodelación del gobierno que afectó a las carteras de Estado, Guerra, Marina e Instrucción Pública y Bellas Artes.
| Cuarto Gobierno de Lerroux (4 de octubre de 1934 - 3 de abril de 1935) |                                       |                                                                                 |
| Partido político                                                       |                                       | Partido Republicano Radical                                                     |
| Partido político                                                       | CEDA                                  |                                                                                 |
| Partido político                                                       | Partido Republicano Liberal Demócrata |                                                                                 |
| Partido político                                                       | Partido Agrario Español               |                                                                                 |
| Cartera                                                                |                                       | Nombre                                                                          |
| Presidente                                                             |                                       | Alejandro Lerroux García                                                        |
| Estado                                                                 |                                       | Ricardo Samper Ibáñez (hasta el 16 de noviembre) y Juan José Rocha García       |
| Justicia                                                               |                                       | Rafael Aizpún Santafé                                                           |
| Guerra                                                                 |                                       | Diego Hidalgo Durán (hasta el 16 de noviembre) y Alejandro Lerroux García       |
| Marina                                                                 |                                       | Juan José Rocha García (hasta el 23 de enero) y Gerardo Abad Conde              |
| Hacienda                                                               |                                       | Manuel Marraco Ramón                                                            |
| Gobernación                                                            |                                       | Eloy Vaquero Cantillo                                                           |
| Obras Públicas                                                         |                                       | José María Cid Ruiz-Zorrilla                                                    |
| Instrucción Pública y Bellas Artes                                     |                                       | Filiberto Villalobos González (hasta el 29 de diciembre) y Joaquín Dualde Gómez |
| Trabajo, Sanidad y Previsión                                           |                                       | José Oriol Anguera de Sojo                                                      |
| Industria y Comercio                                                   |                                       | Andrés Orozco Batista                                                           |
| Comunicaciones                                                         |                                       | César Jalón Aragón                                                              |
| Agricultura                                                            |                                       | Manuel Giménez Fernández                                                        |
| Ministros sin cartera                                                  |                                       | Leandro Pita Romero                                                             |
| Ministros sin cartera                                                  | José Martínez de Velasco              |                                                                                 |

### Segundo gobierno radical-cedista y quinto de Lerroux (11.º de la República)
| Quinto Gobierno de Lerroux (3 de abril de 1935 - 6 de mayo de 1935) |                                 |                                              |
| Partido político                                                    |                                 | Partido Republicano Radical                  |
| Partido político                                                    | Partido Republicano Progresista |                                              |
| Cartera                                                             |                                 | Nombre                                       |
| Presidente                                                          |                                 | Alejandro Lerroux García                     |
| Estado                                                              |                                 | Juan José Rocha García                       |
| Justicia                                                            |                                 | Vicente Cantos Figuerola                     |
| Guerra                                                              |                                 | General Carlos Masquelet Lacaci              |
| Marina                                                              |                                 | Almirante Francisco Javier de Salas González |
| Hacienda                                                            |                                 | Alfredo de Zavala y Lafora                   |
| Gobernación                                                         |                                 | Manuel Portela Valladares                    |
| Obras Públicas                                                      |                                 | Rafael Guerra del Río                        |
| Instrucción Pública y Bellas Artes                                  |                                 | Ramón Prieto Bances                          |
| Trabajo, Sanidad y Previsión                                        |                                 | Eloy Vaquero Cantillo                        |
| Industria y Comercio                                                |                                 | Manuel Marraco Ramón                         |
| Comunicaciones                                                      |                                 | César Jalón Aragón                           |
| Agricultura                                                         |                                 | Juan José Benayas Sánchez                    |

### Séptimo gobierno radical y sexto de Lerroux (12.º de la República)
| Sexto Gobierno de Lerroux (6 de mayo de 1935 - 25 de septiembre de 1935) |                                       |                                  |
| Partido político                                                         |                                       | Partido Republicano Radical      |
| Partido político                                                         | CEDA                                  |                                  |
| Partido político                                                         | Partido Republicano Liberal Demócrata |                                  |
| Partido político                                                         | Partido Agrario Español               |                                  |
| Cartera                                                                  |                                       | Nombre                           |
| Presidente                                                               |                                       | Alejandro Lerroux García         |
| Estado                                                                   |                                       | Juan José Rocha García           |
| Justicia                                                                 |                                       | Cándido Casanueva y Gorjón       |
| Guerra                                                                   |                                       | José María Gil-Robles y Quiñones |
| Marina                                                                   |                                       | Antonio Royo Villanova           |
| Hacienda                                                                 |                                       | Joaquín Chapaprieta Torregrosa   |
| Gobernación                                                              |                                       | Manuel Portela Valladares        |
| Obras Públicas                                                           |                                       | Manuel Marraco Ramón             |
| Instrucción Pública y Bellas Artes                                       |                                       | Joaquín Dualde Gómez             |
| Trabajo, Sanidad y Previsión                                             |                                       | Federico Salmón Amorín           |
| Industria y Comercio                                                     |                                       | Rafael Aizpún Santafé            |
| Comunicaciones                                                           |                                       | Luis Lucia Lucia                 |
| Agricultura                                                              |                                       | Nicasio Velayos Velayos          |

### Tercer gobierno radical-cedista, primero de Chapaprieta (13.º de la República)
El 20 de septiembre Alcalá Zamora aprovechó una crisis parcial inesperada para sustituir a Lerroux por un político sin respaldo parlamentario, el entonces ministro de Hacienda Joaquín Chapaprieta, quien acepta el cargo ante el peligro de una disolución de las Cortes. El nuevo gabinete dirigido por un independiente está formado por ocho ministros, tres de la CEDA, tres del Partido Republicano Radical, un agrario y otro de la Lliga Catalana.
Abandonan el gobierno los radicales Alejandro Lerroux y Juan José Rocha.
La amenaza presidencial de disolución del parlamento hizo entrar en este gobierno a Gil-Robles, en Guerra, y a Lerroux, en Estado. Ambos entraron al gobierno descontentos, el primero por no haber sido llamado a gobernar siendo su grupo el que contaba con mayor número de diputados, el segundo por haber sido expulsado de presidencia.
| Primer Gobierno de Chapaprieta (25 de septiembre de 1935-29 de octubre de 1935) |                         |                                  |
| Partido político                                                                |                         | Partido Republicano Radical      |
| Partido político                                                                | CEDA                    |                                  |
| Partido político                                                                | Lliga Regionalista      |                                  |
| Partido político                                                                | Partido Agrario Español |                                  |
| Cartera                                                                         |                         | Nombre                           |
| Presidente y Hacienda                                                           |                         | Joaquín Chapaprieta Torregrosa   |
| Estado                                                                          |                         | Alejandro Lerroux García         |
| Trabajo, Sanidad y Justicia                                                     |                         | Federico Salmón Amorín           |
| Guerra                                                                          |                         | José María Gil-Robles y Quiñones |
| Marina                                                                          |                         | Pedro Rahola Molinas             |
| Gobernación                                                                     |                         | Joaquín de Pablo-Blanco Torres   |
| Obras Públicas y Comunicaciones                                                 |                         | Luis Lucia Lucia                 |
| Instrucción Pública y Bellas Artes                                              |                         | Juan José Rocha García           |
| Industria, Comercio y Agricultura                                               |                         | José Martínez de Velasco         |

### Cuarto gobierno radical-cedista y segundo de Chapaprieta (14.º de la República)
Dirigido por un independiente y formado por ocho ministros, tres de la CEDA, tres del Partido Republicano Radical, un agrario y un miembro de la Lliga Regionalista.
| Segundo Gobierno de Chapaprieta (29 de octubre de 1935-14 de diciembre de 1935) |                         |                                  |
| Partido político                                                                |                         | Partido Republicano Radical      |
| Partido político                                                                | CEDA                    |                                  |
| Partido político                                                                | Lliga Regionalista      |                                  |
| Partido político                                                                | Partido Agrario Español |                                  |
| Cartera                                                                         |                         | Nombre                           |
| Presidente y Hacienda                                                           |                         | Joaquín Chapaprieta Torregrosa   |
| Estado                                                                          |                         | José Martínez de Velasco         |
| Trabajo, Sanidad y Justicia                                                     |                         | Federico Salmón Amorín           |
| Guerra                                                                          |                         | José María Gil-Robles y Quiñones |
| Marina                                                                          |                         | Pedro Rahola Molinas             |
| Gobernación                                                                     |                         | Joaquín de Pablo-Blanco Torres   |
| Obras Públicas y Comunicaciones                                                 |                         | Luis Lucia Lucia                 |
| Instrucción Pública y Bellas Artes                                              |                         | Luis Bardají López               |
| Industria, Comercio y Agricultura                                               |                         | Juan Usabiaga Lasquivar          |

### Primer gobierno centrista y primero de Portela (15.º de la República)
La dimisión de Chapaprieta creaba una sensación de crisis general del centroderecha que da pie a las maniobras del presidente Alcalá Zamora para imponer un gobierno sin contar con la CEDA, partido mayoritario. El 11 de diciembre el presidente convoca a Gil-Robles para señalarle que no estaba dispuesto a encomendarle el gobierno utilizando la Guardia Civil para neutralizar cualquier posible reacción.[cita requerida]
El presidente deseaba un gabinete centrista, aunque no contara con apoyo parlamentario, y probó a encomendar su formación a varios políticos: Miguel Maura y Portela, siendo este último quien el 13 de diciembre recibe la misión. Portela, político gallego cercano a los 70 años, de la generación de Lerroux, aunque menos gastado por las adversidades, pasaba por experto en fabricar victorias electorales con los rancios trucos caciquiles, y se había labrado en Cataluña una reputación de eficacia en asuntos de orden público.
Para Alcalá Zamora la derecha tenía que perder en las urnas, pues de otro modo las cortes siguientes juzgarían indebida su previa disolución y le destituirían.[cita requerida] Le convenía un triunfo no arrollador de la izquierda, la cual no iba a declarar injustificada la disolución. Sin embargo, un gobierno necesita la confianza del parlamento y como modo de evitar el fracaso elude la presentación a las Cortes,[cita requerida] decretando suspensión de sesiones parlamentarias durante 15 días, hasta el 1 de enero.
Este gobierno solo pudo resistir dos semanas, una sonora crisis con intercambio de gritos e insultos entre Portela y varios de sus ministros.
| Primer Gobierno de Portela (14 de diciembre de 1935 - 30 de diciembre de 1935) |                                       |                                              |
| Partido político                                                               |                                       | Partido Agrario Español                      |
| Partido político                                                               | Partido Republicano Liberal Demócrata |                                              |
| Partido político                                                               | Partido Republicano Radical           |                                              |
| Partido político                                                               | Partido Republicano Progresista       |                                              |
| Partido político                                                               | Lliga Regionalista                    |                                              |
| Cartera                                                                        |                                       | Nombre                                       |
| Presidente y Gobernación                                                       |                                       | Manuel Portela Valladares                    |
| Estado                                                                         |                                       | José Martínez de Velasco                     |
| Trabajo, Sanidad y Justicia                                                    |                                       | Alfredo Martínez García-Argüelles            |
| Guerra                                                                         |                                       | General Nicolás Molero Lobo                  |
| Marina                                                                         |                                       | Almirante Francisco Javier de Salas González |
| Hacienda                                                                       |                                       | Joaquín Chapaprieta Torregrosa               |
| Obras Públicas y Comunicaciones                                                |                                       | Cirilo del Río Rodríguez                     |
| Instrucción Pública y Bellas Artes                                             |                                       | Manuel Becerra Fernández                     |
| Industria, Comercio y Agricultura                                              |                                       | Joaquín de Pablo-Blanco Torres               |
| Ministro sin cartera                                                           |                                       | Pedro Rahola Molinas                         |

### Segundo gobierno centrista y segundo de Portela (16.º de la República)
Ante el fracaso en la formación del anterior gobierno, Portela opta por políticos sin representatividad. Para mayor seguridad antes de tomar posesión Alcalá Zamora le entrega el decreto de disolución de Cortes firmado y listo para ser usado:
La derecha, considerando la paralización de las Cortes una usurpación de funciones, convoca para el 7 de enero la diputación permanente de la cámara para dictaminar, pero la víspera Alcalá Zamora, ante el riesgo de perder la votación, opta por disolver convocando elecciones para el 16 de febrero. Desde este momento y ya fuera de control parlamentario Portela se centra en promocionar su Partido de Centro Democrático, inspirado por el presidente.
Su interés prioritario fue asegurar su control sobre las fuerzas armadas ante los rumores de amenaza golpista. En menos de un mes cambió la cúpula militar, colocando a generales adictos, con tres excepciones: Francisco Franco, alejado a las Islas Canarias, Manuel Goded a las Baleares, Emilio Mola del Protectorado español de Marruecos a Navarra, mientras que Joaquín Fanjul fue privado de destino.
Dos días después de las elecciones de febrero de 1936, el 18 de febrero, Portela cede el poder a Manuel Azaña, no solo por su prestigio, sino por la visita de Barrio, las alarmas de Sebastián Pozas y los rumores de un alzamiento militar.[cita requerida]
| Segundo Gobierno de Portela (30 de diciembre de 1935 - 19 de febrero de 1936) |                                 |                                          |
| Partido político                                                              |                                 | Partido de Centro Nacional Republicano   |
| Partido político                                                              | Partido Republicano Progresista |                                          |
| Cartera                                                                       |                                 | Nombre                                   |
| Presidente y Gobernación                                                      |                                 | Manuel Portela Valladares                |
| Estado                                                                        |                                 | Joaquín Urzaiz Cadaval                   |
| Trabajo, Sanidad y Justicia                                                   |                                 | Manuel Becerra Fernández                 |
| Guerra                                                                        |                                 | General Nicolás Molero Lobo              |
| Marina                                                                        |                                 | Contralmirante Antonio Azarola Gresillón |
| Hacienda                                                                      |                                 | Manuel Rico Avello                       |
| Obras Públicas y Comunicaciones                                               |                                 | Cirilo del Río Rodríguez                 |
| Instrucción Pública y Bellas Artes                                            |                                 | Filiberto Villalobos González            |
| Industria, Comercio y Agricultura                                             |                                 | José Mª Álvarez Mendizabal               |

## Frente Popular (febrero-julio 1936)
El 7 de enero de 1936 el presidente de la Segunda República, Niceto Alcalá Zamora, decreta la disolución de las Cortes y convoca elecciones para el 16 de febrero.

### Primer gobierno del Frente Popular y cuarto de Azaña (17.º de la República)
Durante las tres primeras semanas del mes de marzo el Congreso de los Diputados apenas se ocupó de otra cosa que de la revisión de las actas de diputados.
El 13 de marzo quedó suspendida Falange Española y encarcelados José Antonio Primo de Rivera, Julio Ruiz de Alda, Raimundo Fernández Cuesta y Rafael Sánchez Mazas, miembros de su junta política. Paralelamente, se fue produciendo la radicalización de la Juventud de Acción Popular gilroblista. Los carlistas aceleraban la organización de milicias y el contrabando de armas.
El 25 de marzo fueron invadidas simultáneamente 3.000 fincas en la provincia de Badajoz.
| Cuarto Gobierno de Azaña (19 de febrero de 1936 - 7 de abril de 1936) |                   |                                                                      |
| Partido político                                                      |                   | Izquierda Republicana                                                |
| Partido político                                                      | Unión Republicana |                                                                      |
| Cartera                                                               |                   | Nombre                                                               |
| Presidente                                                            |                   | Manuel Azaña Díaz                                                    |
| Estado                                                                |                   | Augusto Barcia Trelles                                               |
| Justicia                                                              |                   | Antonio Lara Zárate                                                  |
| Guerra                                                                |                   | General Carlos Masquelet Lacaci y Teniente General José Miaja Menant |
| Marina                                                                |                   | José Giral Pereira                                                   |
| Hacienda                                                              |                   | Gabriel Franco López                                                 |
| Gobernación                                                           |                   | Amós Salvador Carreras                                               |
| Obras Públicas                                                        |                   | Santiago Casares Quiroga                                             |
| Instrucción Pública y Bellas Artes                                    |                   | Marcelino Domingo Sanjuán                                            |
| Trabajo, Sanidad y Previsión Social                                   |                   | Enrique Ramos Ramos                                                  |
| Industria y Comercio                                                  |                   | Plácido Álvarez-Buylla y Lozana                                      |
| Comunicaciones y Marina Mercante                                      |                   | Manuel Blasco Garzón                                                 |
| Agricultura                                                           |                   | Mariano Ruiz-Funes García                                            |

### Segundo gobierno del Frente Popular y quinto de Azaña (18.º de la República)
| Quinto Gobierno de Azaña (7 de abril de 1936 - 10 de mayo de 1936) |                   |                                                   |
| Partido político                                                   |                   | Izquierda Republicana                             |
| Partido político                                                   | Unión Republicana |                                                   |
| Cartera                                                            |                   | Nombre                                            |
| Presidente                                                         |                   | Manuel Azaña Díaz                                 |
| Estado                                                             |                   | Augusto Barcia Trelles                            |
| Justicia                                                           |                   | Antonio Lara Zárate                               |
| Guerra                                                             |                   | General Carlos Masquelet Lacaci                   |
| Marina                                                             |                   | José Giral Pereira                                |
| Hacienda                                                           |                   | Gabriel Franco López                              |
| Gobernación                                                        |                   | Amós Salvador Carreras y Santiago Casares Quiroga |
| Obras Públicas                                                     |                   | Santiago Casares Quiroga                          |
| Instrucción Pública y Bellas Artes                                 |                   | Marcelino Domingo Sanjuán                         |
| Trabajo, Sanidad y Previsión Social                                |                   | Enrique Ramos Ramos                               |
| Industria y Comercio                                               |                   | Plácido Álvarez-Buylla y Lozana                   |
| Comunicaciones y Marina Mercante                                   |                   | Manuel Blasco Garzón                              |
| Agricultura                                                        |                   | Mariano Ruiz-Funes García                         |

### Tercer gobierno del Frente Popular, gobierno de Augusto Barcia (19.º de la República)
| Gobierno de Barcia (10 de mayo de 1936 - 13 de mayo de 1936) |                   |                                 |
| Partido político                                             |                   | Izquierda Republicana           |
| Partido político                                             | Unión Republicana |                                 |
| Cartera                                                      |                   | Nombre                          |
| Presidente y Estado                                          |                   | Augusto Barcia Trelles          |
| Justicia                                                     |                   | Antonio Lara Zárate             |
| Guerra                                                       |                   | General Carlos Masquelet Lacaci |
| Marina                                                       |                   | José Giral Pereira              |
| Hacienda                                                     |                   | Gabriel Franco López            |
| Gobernación y Obras Públicas                                 |                   | Santiago Casares Quiroga        |
| Instrucción Pública y Bellas Artes                           |                   | Marcelino Domingo Sanjuán       |
| Trabajo, Sanidad y Previsión Social                          |                   | Enrique Ramos Ramos             |
| Industria y Comercio                                         |                   | Plácido Álvarez-Buylla y Lozana |
| Comunicaciones y Marina Mercante                             |                   | Manuel Blasco Garzón            |
| Agricultura                                                  |                   | Mariano Ruiz-Funes García       |

### Cuarto gobierno del Frente Popular, gobierno de Casares Quiroga (20.º de la República)
| Gobierno de Casares Quiroga (13 de mayo de 1936 - 19 de julio de 1936) |                                   |                                   |
| Partido político                                                       |                                   | Izquierda Republicana             |
| Partido político                                                       | Unión Republicana                 |                                   |
| Partido político                                                       | Esquerra Republicana de Catalunya |                                   |
| Cartera                                                                |                                   | Nombre                            |
| Presidente y Guerra                                                    |                                   | Santiago Casares Quiroga          |
| Estado                                                                 |                                   | Augusto Barcia Trelles            |
| Justicia                                                               |                                   | Manuel Blasco Garzón              |
| Marina                                                                 |                                   | José Giral Pereira                |
| Hacienda                                                               |                                   | Enrique Ramos Ramos               |
| Gobernación                                                            |                                   | Juan Moles Ormella                |
| Obras Públicas                                                         |                                   | Antonio Velao Oñate               |
| Instrucción Pública y Bellas Artes                                     |                                   | Francisco Barnés Salinas          |
| Trabajo, Sanidad y Previsión Social                                    |                                   | Juan Lluhí Vallescá               |
| Industria y Comercio                                                   |                                   | Plácido Álvarez-Buylla y Lozana   |
| Comunicaciones y Marina Mercante                                       |                                   | Bernardo Giner de los Ríos García |
| Agricultura                                                            |                                   | Mariano Ruiz-Funes García         |

## Guerra civil

### Primer gobierno durante la Guerra Civil y segundo de Martínez Barrio (21.º de la República)
En la noche del 18 al 19 de julio de 1936, Manuel Azaña, tras la dimisión de Santiago Casares Quiroga, ofrece a Diego Martínez Barrio la difícil tarea de formar un gobierno de conciliación que pudiese evitar el inicio de la guerra. En otras palabras, le encomienda tanto resistir a los sindicatos, evitando la entrega de armas, como negociar con los sublevados, asegurando la lealtad de la cúpula militar.
Para poder inspirar confianza a los militares sublevados, o disuadir de rebelarse a los tibios, nombró un consejo con ministros exclusivamente republicanos. La noticia se difunde con rapidez. Fue quizás el gobierno de menor duración en la Historia de España, poco más de una hora.
| Segundo Gobierno de Martínez Barrio (19 de julio de 1936) |                                   |                                    |
| Partido político                                          |                                   | Unión Republicana                  |
| Partido político                                          | Partido Nacional Republicano      |                                    |
| Partido político                                          | Izquierda Republicana             |                                    |
| Partido político                                          | Esquerra Republicana de Catalunya |                                    |
| Cartera                                                   |                                   | Nombre                             |
| Presidente                                                |                                   | Diego Martínez Barrio              |
| Estado                                                    |                                   | Justino de Azcárate y Flórez       |
| Justicia                                                  |                                   | Manuel Blasco Garzón               |
| Guerra                                                    |                                   | Teniente General José Miaja Menant |
| Marina                                                    |                                   | José Giral Pereira                 |
| Hacienda                                                  |                                   | Enrique Ramos Ramos                |
| Gobernación                                               |                                   | Augusto Barcia Trelles             |
| Obras Públicas                                            |                                   | Antonio Lara Zárate                |
| Instrucción Pública y Bellas Artes                        |                                   | Marcelino Domingo Sanjuán          |
| Trabajo, Sanidad y Previsión Social                       |                                   | Bernardo Giner de los Ríos García  |
| Industria y Comercio                                      |                                   | Plácido Álvarez-Buylla y Lozana    |
| Comunicaciones y Marina Mercante                          |                                   | Juan Lluhí Vallescá                |
| Agricultura                                               |                                   | Ramón Feced Gresa                  |
| Ministro sin cartera                                      |                                   | Felipe Sánchez Román y Gallifa     |

### Segundo gobierno durante la Guerra Civil y primero de Giral (22.º de la República)
El 6 de agosto Juan Hernández Saravia ocupa la cartera de Guerra, mientras que el 22 de agosto Francisco Matz Sánchez se hace cargo de la de Marina.
| Primer Gobierno de Giral (19 de julio de 1936 - 4 de septiembre de 1936) |                                   |                                                                                               |
| Partido político                                                         |                                   | Izquierda Republicana                                                                         |
| Partido político                                                         | Unión Republicana                 |                                                                                               |
| Partido político                                                         | Esquerra Republicana de Catalunya |                                                                                               |
| Cartera                                                                  |                                   | Nombre                                                                                        |
| Presidente y Marina                                                      |                                   | José Giral Pereira y a partir del 22 de agosto Francisco Matz Sánchez se hace cargo de Marina |
| Estado                                                                   |                                   | Augusto Barcia Trelles                                                                        |
| Justicia                                                                 |                                   | Manuel Blasco Garzón                                                                          |
| Guerra                                                                   |                                   | General Luis Castelló Pantoja hasta el 6 de agosto y general Juan Hernández Sarabia           |
| Hacienda                                                                 |                                   | Enrique Ramos Ramos                                                                           |
| Gobernación                                                              |                                   | General Sebastián Pozas Perea                                                                 |
| Obras Públicas                                                           |                                   | Antonio Velao Oñate                                                                           |
| Instrucción Pública y Bellas Artes                                       |                                   | Francisco José Barnés Salinas                                                                 |
| Trabajo, Sanidad y Previsión Social                                      |                                   | Juan Lluhí Vallescá                                                                           |
| Industria y Comercio                                                     |                                   | Plácido Álvarez-Buylla y Lozana                                                               |
| Comunicaciones y Marina Mercante                                         |                                   | Bernardo Giner de los Ríos y García                                                           |
| Agricultura                                                              |                                   | Mariano Ruiz-Funes García                                                                     |

### Tercer Gobierno durante la Guerra Civil y primero de Largo Caballero (23.º de la República)
Con mayoría socialista (presidente Francisco Largo Caballero y siete ministros) acompañados por Izquierda Republicana, grupo que inicialmente contaba con tres carteras, y tras el cese de Mariano Ruiz-Funes García serían dos; con uno los siguientes grupos: ERC, Unión Republicana, PNV y PCE que aumentaría a dos con la llegada de Vicente Uribe el 15 de septiembre.
| Primer Gobierno de Largo Caballero (4 de septiembre de 1936 - 4 de noviembre de 1936.) |                                   |                                   |
| Partido político                                                                       |                                   | Partido Socialista Obrero Español |
| Partido político                                                                       | Izquierda Republicana             |                                   |
| Partido político                                                                       | Partido Comunista de España       |                                   |
| Partido político                                                                       | Esquerra Republicana de Catalunya |                                   |
| Partido político                                                                       | Unión Republicana                 |                                   |
| Partido político                                                                       | Partido Nacionalista Vasco        |                                   |
| Cartera                                                                                |                                   | Nombre                            |
| Presidente y Guerra                                                                    |                                   | Francisco Largo Caballero         |
| Estado                                                                                 |                                   | Julio Álvarez del Vayo            |
| Justicia                                                                               |                                   | Mariano Ruiz-Funes García         |
| Marina y Aire                                                                          |                                   | Indalecio Prieto Tuero            |
| Hacienda                                                                               |                                   | Juan Negrín López                 |
| Gobernación                                                                            |                                   | Ángel Galarza Gago                |
| Obras Públicas                                                                         |                                   | Julio Just Gimeno                 |
| Instrucción Pública y Bellas Artes                                                     |                                   | Jesús Hernández Tomás             |
| Trabajo y Previsión Social                                                             |                                   | José Tomás Piera                  |
| Industria y Comercio                                                                   |                                   | Anastasio de Gracia Villarrubia   |
| Comunicaciones y Marina Mercante                                                       |                                   | Bernardo Giner de los Ríos García |
| Agricultura                                                                            |                                   | Vicente Uribe Galdeano            |
| Ministros sin cartera                                                                  |                                   | José Giral Pereira                |
| Ministros sin cartera                                                                  | Tomás Bilbao Hospitalet           |                                   |

### Cuarto gobierno durante la Guerra Civil y segundo de Largo Caballero (24.º de la República)
Durante la batalla de Madrid, el general Miaja constituyó en Madrid, tras el traslado del gobierno a Valencia, y siguiendo las órdenes del presidente del Consejo, Largo Caballero, la Junta de Defensa de Madrid compuesta por partidos y organizaciones presentes en el gobierno, incluyendo además a las Juventudes Socialistas Unificadas, la Unión General de Trabajadores, el Partido Sindicalista y las Juventudes Libertarias.
| Segundo Gobierno de Largo Caballero (4 de noviembre de 1936 - 17 de mayo de 1937) |                                    |                                   |
| Partido político                                                                  |                                    | Partido Socialista Obrero Español |
| Partido político                                                                  | Confederación Nacional del Trabajo |                                   |
| Partido político                                                                  | Partido Comunista de España        |                                   |
| Partido político                                                                  | Izquierda Republicana              |                                   |
| Partido político                                                                  | Unión Republicana                  |                                   |
| Partido político                                                                  | Partido Nacionalista Vasco         |                                   |
| Partido político                                                                  | Esquerra Republicana de Catalunya  |                                   |
| Cartera                                                                           |                                    | Nombre                            |
| Presidente y Guerra                                                               |                                    | Francisco Largo Caballero         |
| Estado                                                                            |                                    | Julio Álvarez del Vayo            |
| Justicia                                                                          |                                    | Juan García Oliver                |
| Marina y Aire                                                                     |                                    | Indalecio Prieto Tuero            |
| Hacienda                                                                          |                                    | Juan Negrín López                 |
| Gobernación                                                                       |                                    | Ángel Galarza Gago                |
| Obras Públicas                                                                    |                                    | Julio Just Gimeno                 |
| Instrucción Pública y Bellas Artes                                                |                                    | Jesús Hernández Tomás             |
| Trabajo y Previsión                                                               |                                    | Anastasio de Gracia Villarubia    |
| Industria                                                                         |                                    | Juan Peiró Belis                  |
| Comunicaciones y Marina Mercante                                                  |                                    | Bernardo Giner de los Ríos García |
| Agricultura                                                                       |                                    | Vicente Uribe Galdeano            |
| Sanidad y Asistencia Social                                                       |                                    | Federica Montseny Mañé            |
| Comercio                                                                          |                                    | Juan López Sánchez                |
| Propaganda                                                                        |                                    | Carlos Esplá Rizo                 |
| Ministros sin cartera                                                             |                                    | José Giral Pereira                |
| Ministros sin cartera                                                             | Manuel de Irujo y Ollo             |                                   |
| Ministros sin cartera                                                             | Jaume Aiguadé Miró                 |                                   |

### Quinto gobierno durante la Guerra Civil y primero de Negrín (25.º de la República)
El número de ministros se redujo a nueve, el anterior ejecutivo contaba con 18 ministerios: 15 con cartera y 3 sin ella. Desaparecen el ministerios de Marina y Aire, Industria, Comercio, Propaganda y también los ministros sin cartera.
- Negrín continúa con la cartera de Hacienda.
- Prieto ocupa la recién creada de Defensa Nacional.
- Izquierda Republicana ocupa las carteras de Estado, Giral, y la nueva de Obras Públicas y Comunicaciones, Giner.
- Los comunistas mantenían su representación: Agricultura y el recién fusionado de Instrucción Pública.
- El socialista Zugazagoitia ocupa Gobernación.
- Aiguadé, representante de los nacionalistas catalanes, ocupa la nueva cartera de Trabajo a Asistencia Social.
- Irujo, representante de los nacionalistas vascos, ocupa Justicia.

| Primer Gobierno de Negrín (17 de mayo de 1937 - 5 de abril de 1938) |                                          |                                                 |
| Partido político                                                    |                                          | Partido Socialista Obrero Español               |
| Partido político                                                    | Izquierda Republicana                    |                                                 |
| Partido político                                                    | Partido Nacionalista Vasco               |                                                 |
| Partido político                                                    | Partido Comunista de España              |                                                 |
| Partido político                                                    | Unión Republicana                        |                                                 |
| Partido político                                                    | Partido Socialista Unificado de Cataluña |                                                 |
| Partido político                                                    | Esquerra Republicana de Catalunya        |                                                 |
| Cartera                                                             |                                          | Nombre                                          |
| Presidente y Hacienda y Economía                                    |                                          | Juan Negrín López                               |
| Estado                                                              |                                          | José Giral Pereira                              |
| Justicia                                                            |                                          | Manuel de Irujo Ollo (hasta el 11 de diciembre) |
| Justicia                                                            | Mariano Ansó Zunzarren                   |                                                 |
| Defensa Nacional                                                    |                                          | Indalecio Prieto Tuero                          |
| Gobernación                                                         |                                          | Julián Zugazagoitia Mendieta                    |
| Obras Públicas y Comunicaciones                                     |                                          | Bernardo Giner de los Ríos García               |
| Instrucción Pública y Sanidad                                       |                                          | Jesús Hernández Tomás                           |
| Trabajo y Asistencia Social                                         |                                          | Jaume Aiguadé Miró                              |
| Agricultura                                                         |                                          | Vicente Uribe Galdeano                          |

### Sexto gobierno durante la Guerra Civil y segundo de Negrín (26.º de la República)
El segundo gobierno aunque contaba con representación sindicalista, carecía de poder. La UGT recibe la cartera de Justicia, la CNT la de Instrucción Pública y Sanidad.
- El nuevo ministro de justicia es Ramón González Peña, dirigente socialista asturiano y antiguo comisario del Ejército del Norte.

- Los Trece Puntos del Gobierno de Negrin.

El 30 de abril de 1938 el gobierno redacta un documento conocido como los Trece Puntos de guerra donde formulaba su programa político, concretando los objetivos por los cuales se continuaba la lucha y sobre los cuales podía establecerse un principio de acuerdo con los sublevados.
- Crisis de agosto

El 16 de agosto se creó la Dirección General de Industrias, vinculada al ministro de Defensa Nacional, privando a la Generalidad de Cataluña de esta competencia. Los nacionalistas reaccionan retirando su confianza al gobierno y presentando su dimisión el ministro Jaume Aiguadé, siendo sustituido por José Moix Regás del PSUC. El mismo día y por solidaridad dimite Manuel de Irujo siendo sustituido por Tomás Bilbao de Acción Nacionalista Vasca.
- La derrota y el exilio

Negrín puso todas las esperanzas en el estallido de la Segunda Guerra Mundial a la que España se vería abocada a intervenir, pero el 26 de enero de 1939 fuerzas franquistas ocupan sin resistencia la ciudad de Barcelona, entonces sede del gobierno. El 1 de febrero este gobierno huye a Francia, abandonando el territorio español. El 12 de febrero Negrín establece en Madrid la sede del gobierno republicano, este mismo día el coronel Casado quiere acordar la paz.
| Segundo Gobierno de Negrín (5 de abril de 1938 - 31 de marzo de 1939) |                                    |                                            |
| Partido político                                                      |                                    | Partido Socialista Obrero Español          |
| Partido político                                                      | Partido Comunista de España        |                                            |
| Partido político                                                      | Confederación Nacional del Trabajo |                                            |
| Partido político                                                      | Izquierda Republicana              |                                            |
| Partido político                                                      | Partido Nacionalista Vasco         |                                            |
| Partido político                                                      | Unión Republicana                  |                                            |
| Partido político                                                      | Esquerra Republicana de Catalunya  |                                            |
| Cartera                                                               |                                    | Nombre                                     |
| Presidente y Defensa Nacional                                         |                                    | Juan Negrín López                          |
| Estado                                                                |                                    | Julio Álvarez del Vayo                     |
| Justicia                                                              |                                    | Ramón González Peña                        |
| Hacienda y Economía                                                   |                                    | Francisco Méndez Aspe                      |
| Gobernación                                                           |                                    | Paulino Gómez Sáiz                         |
| Obras Públicas                                                        |                                    | Antonio Velao Oñate                        |
| Instrucción Pública y Sanidad                                         |                                    | Segundo Blanco González                    |
| Trabajo y Asistencia Social                                           |                                    | Jaume Aiguadé Miró (hasta el 17 de agosto) |
| Trabajo y Asistencia Social                                           | José Moix Regás                    |                                            |
| Comunicaciones y Transporte                                           |                                    | Bernardo Giner de los Ríos García          |
| Agricultura                                                           |                                    | Vicente Uribe Galdeano                     |
| Ministros sin cartera                                                 |                                    | José Giral Pereira                         |
| Ministros sin cartera                                                 | Manuel de Irujo Ollo               |                                            |

### Golpe de Estado de Casado: Consejo Nacional de Defensa
El Consejo Nacional de Defensa fue un organismo que pretendió asumir el papel de gobierno provisional en lo que quedaba de la República española tras el golpe militar protagonizado en la ciudad de Madrid, el 5 de marzo de 1939, por el coronel Casado contra el Vigesimosexto Gobierno de la Segunda República española presidido por Juan Negrín.
Al alcanzar el mar Mediterráneo en abril de 1938 las tropas rebeldes dividiendo en dos la zona republicana, Negrín entrega a Casado el mando del Ejército del Centro. La Quinta Columna contacta con Casado con objeto de debilitar al enemigo y aunque el 10 de febrero Negrín regresa a Madrid es consciente de la trama golpista. El 4 de marzo se subleva Cartagena y el día 5 se constituía en Madrid el autodenominado Consejo Nacional de Defensa.
Algunas fuerzas comunistas, sin órdenes del partido, reaccionaron y estuvieron a punto de derrotar a Casado, sin conseguirlo finalmente.
El 26 de marzo, rotas las negociaciones, cuando el ejército sublevado atacó, Casado y su Junta huyeron de España a bordo de un crucero británico. Besteiro permaneció en la capital esperando a los vencedores.
| Consejo Nacional de Defensa (5 de marzo de 1939 – 26 de marzo de 1939) |                                    |                                                       |
| Partido político                                                       |                                    | Partido Socialista Obrero Español                     |
| Partido político                                                       | Izquierda Republicana              |                                                       |
| Partido político                                                       | Confederación Nacional del Trabajo |                                                       |
| Partido político                                                       | Unión General de Trabajadores      |                                                       |
| Partido político                                                       | Unión Republicana                  |                                                       |
| Cartera                                                                |                                    | Nombre                                                |
| Presidente                                                             |                                    | Coronel Segismundo Casado López (hasta el 6 de marzo) |
| Presidente                                                             | Teniente General José Miaja Menant |                                                       |
| Estado                                                                 |                                    | Julián Besteiro Fernández                             |
| Justicia                                                               |                                    | Miguel San Andrés Castro                              |
| Defensa Nacional                                                       |                                    | Coronel Segismundo Casado López                       |
| Hacienda y Economía                                                    |                                    | Manuel González Marín                                 |
| Gobernación                                                            |                                    | Wenceslao Carrillo Alonso-Forjador                    |
| Obras Públicas y Comunicaciones                                        |                                    | Eduardo Val Bescós                                    |
| Instrucción Pública y Sanidad                                          |                                    | José del Río                                          |
| Trabajo y Asistencia Social                                            |                                    | Antonio Pérez García                                  |